# L'Humanité

Capçalera de L'Humanité

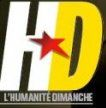
Capçalera de L'Humanité Dimanche

L'Humanité és un conegut diari francès militant d'esquerres, amb lligams amb el partit comunista del país. A França es coneix popularment com "L'Humà". El diari va ser fundat l'any 1904 pel socialista Jean Jaurès i el 2017 se'n van vendre 33.974 exemplars. L'actual director és en Patrick Le Hyaric, que des de juny de 2009 és eurodiputat per la coalició Front de gauche Parti Comuniste Français-Parti de gauche.
Els dijous surt un suplement magazin que es diu L'Humanité Dimanche ("L'Humanité diumenge").
Cada setembre, el cap de setmana (divendres, dissabte i diumenge) de l'11, L'Humanité organitza a París una gran festa, fira i festival de música anomenat Fête de L'Humanité (Festa de L'Humanité) a la qual, el 2009, van assistir 600.000 persones. Altres festes similars, menys massives, es fan a altres ciutats, per exemple a Tolosa de Llenguadoc.